# بخش ونترتور
بخش ونترتور یکی از بخشهای کانتون زوریخ  در کشور سوئیس است.